# Laurêncio (homem ilustre)

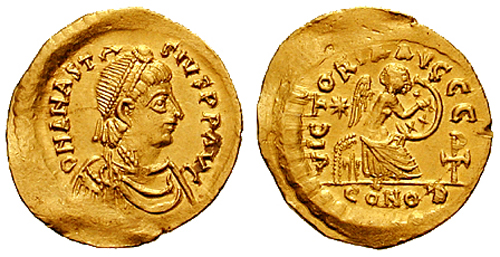
Semisse de r.

Laurêncio (em latim: Laurentius) foi um romano dos séculos V e VI, ativo no reinado do imperador Anastácio I (r. 491–518). Na capital imperial de Constantinopla, em data incerta, enviou carta ao bispo Ávito de Vienne informando-o que a Igreja oriental estava pacificada e que a harmonia foi restaurada com o Ocidente. Depois, provavelmente em 514/515, sob pedido de Anastácio, o filho de Laurêncio, que estava na Gália, foi enviado pelo rei burgúndio Sigismundo ao mestre dos soldados da Trácia Vitaliano.
Os autores da Prosopografia do Império Romano Tardio supõem que Laurêncio fosse um ocidental nativo da Gália e que teria partido para Constantinopla como emissário burgúndio ou que pretendia viver ali. Eles deduzem que possa ser associado ao homem sublime homônimo através de quem Enódio pediu ao papa Símaco (r. 498–514), em 505/506, por conselhos de como educar seus filhos.